# Jozef Legrand
Jozef Legrand (* 1957 in Niel) ist ein belgisch-deutscher Architekt und Stadtplaner.

## Leben und Werk
Legrand studierte bis 1977 am Nationaal Hoger Instituut Voor Bouwkunst En Stedenbouw in Antwerpen und anschließend bis 1982 freie Druckgrafik am Sint-Lucaspaviljoen, Antwerpen. Von 1983 bis 1985 studierte er Malerei und Plastik an der École nationale supérieure des arts décoratifs in Paris und von 1985 bis 1988 Bildhauerei an der Universität der Künste Berlin. Er lebt in Berlin und Brüssel. Legrand ist Professor an der Universität der Künste Berlin.
Jozef Legrand entwarf 2008 den Maxplatz in Neu-Ulm. 2011 schuf er mit dem Kunsthausplatz in Dresden einen Platz, der als soziales, kulturelles und künstlerisches Scharnier, als Begegnungs- und Verhandlungsraum zwischen der Barockstadt, der Nachkriegsarchitektur und einer zu entwickelnden zukünftigen Raumstruktur funktioniert und zum Verweilen einlädt.
Legrand nahm an zahlreichen Ausstellungen teil, darunter: 1996 Kampnagelfabrik, Hamburg; 1997 documenta X, Kassel; 1999 Stedelijk Museum voor Aktuele Kunst (SMAK), Gent; 2000 Hamburger Kunsthalle, Festspielhaus Hellerau, Dresden; Expo 2000; 2001 Wilhelm-Hack-Museum.

## Auszeichnungen (Auswahl)
- 1983–1985 Cite Internationale des Arts, Paris
- 1988, 1994 Senatsverwaltung für Kultur und Europa
- 1989–1991 Karl Hofer Gesellschaft
- 1993 Hauptstadtkulturfonds, Berlin
- 1997 Stiftung Kunstfonds, Bonn